# Серійний ґвалтівник
Серійний ґвалтівник — особа, яка вчиняє багаторазові зґвалтування з кількома жертвами чи однією жертвою протягом певного періоду часу. Деякі серійні ґвалтівники націлені на дітей. Для опису діяльності тих, хто вчинив кілька послідовних зґвалтувань, але залишився без кримінального переслідування, якщо сам повідомив про це в дослідженні також можна використовувати терміни «сексуальний хижак», «повторний ґвалтівник» та «множинний правопорушник». Інші будуть чинити напади у в'язницях. У деяких випадках група серійних ґвалтівників працюватиме разом. Такі ґвалтівники можуть мати модель поведінки, яка іноді використовується для прогнозування їхніх дій та допомоги в їх арешті та засудженні. Серійні ґвалтівники також відрізняються від одноразових злочинців, оскільки «серійні ґвалтівники частіше включали викрадення людей, словесні та фізичні погрози жертвам, а також використання або погрози використання зброї».

## Правозастосування
Багаторазові докази, зібрані в результаті медичного огляду та свідчень зґвалтованих, перебувають у розпорядженні багатьох правоохоронних органів і можуть перешкодити визнанню того, що ґвалтівник скоїв злочин протягом певного періоду часу. Засудження ґвалтівника може бути відкладено, якщо жертви не співпрацюють із розслідуванням. Доказами можуть бути ДНК, слина та відбитки пальців, волосся, вагінальні мазки, зіскрібки нігтів і постільна білизна. Ті, хто розслідує серійні зґвалтування, перед арештом часто ідентифікують ґвалтівника за «прізвиськом», характеризуючи тактику чи схеми зґвалтувань.
Серійні ґвалтівники мають більше шансів бути засудженими, ніж ґвалтівник, якого жертва знає. На відміну від засуджених за один випадок зґвалтування, серійні ґвалтівники часто залишаються невпізнаними через повільний процес аналізу залишених наборів для зґвалтувань. Може знадобитися багато років, щоб зґвалтування в минулому було ідентифіковано як вчинене однією особою.
Кейс-Вестерн-Резерв університет виявив схильність сексуальних злочинців бути раніше арештованими. 26 % відсотків раніше були заарештовані за сексуальне насильство. 60 % були заарештовані принаймні за ще одне сексуальне насильство, не пов'язане з першим.
Для того, щоб приборкати та зловити таких правопорушників, ФБР у 1974 році створило свій Відділ поведінкової науки.

## Тактика
Серійний ґвалтівник може використовувати сайти знайомств, щоб ідентифікувати потенційних жертв. Іншою тактикою, яка використовується, є погроза завдати шкоди жертві та її родині. Інколи використовують наркотики. Деякі серійні ґвалтівники чітко визначають свої цілі та розклад. Серійний ґвалтівник може описувати свою діяльність на веб-сайтах, описуючи тактику, яку він використовує для вчинення сексуального насильства. У 2014 році 18-річний юнак, звинувачений у серійних зґвалтуваннях, для обміну повідомленнями використовував мобільні застосунки Facebook, Kik і Snapchat, щоб налагодити стосунки з дівчатами. Деякі серійні ґвалтівники відвозять жертв у віддалені місця.

## Особистісні риси
Зловмисників можна описати як «дуже маніпулятивних, дуже харизматичних і чарівних».
Серійні ґвалтівники відрізняються від ґвалтівників однієї жертви. Було виявлено, що відстань, пройдена до зґвалтування, є більшою для ґвалтівників з однією жертвою. Ґвалтівники з однією жертвою використовують метод «захоплення», іноді використовуючи тактику подорожі автостопом, або метод «афери», зустрічаючись у барі чи на вечірці та вступаючи в соціальну взаємодію. І навпаки, серійні ґвалтівники мають тенденцію влаштовувати засідки або застовувати до жертви «блиц-підхід». Серійний ґвалтівник, швидше за все, націлиться на незнайомця, ніж ґвалтівник, який став жертвою одноразового злочинця.
Серійний ґвалтівник більш схильний демонструвати «кримінально вишукану поведінку», наприклад використання презерватива та рукавичок. Серійні ґвалтівники, швидше за все, контролюватимуть фізичний опір, затискаючи рот, зв'язуючи дюдину, зав'язуючи очі та придушуючи. Вони частіше розпитують жертву. Обізнаність із слідчою, криміналістичною методологією характеризує серійного ґвалтівника, а не ґвалтівника з однією жертвою, і може бути використана правоохоронними органами як допомога у розслідуванні. Серійні ґвалтівники з більшою ймовірністю будуть націлені на секс-працівниць, ніж на одноразових жертв. Вважається, що серійні ґвалтівники можуть покращити свої здібності та досвід у вчиненні нападу через «вивчення» серійного зґвалтування. Це включає в себе репетиції переглядом фільмів, порнографії та читання відповідної літератури, використання сексуальних фантазій, підвищення знань щодо навичок, пов'язаних із нападами, навчання на прикладах інших серійних ґвалтівників та їхній минулий досвід фізичного чи сексуального насильства.

## Профілактика
Для запобігання серійним зґвалтуванням запропоновано розслідування злочинця замість злочину. Відставання в аналізі наборів для зґвалтувань перешкоджає ідентифікації серійних гвалтівників. Сотні тисяч наборів для зґвалтування залишаються неперевіреними в США. Більшість правоохоронних органів їх не відстежують і не підраховують. Процес є складним, інвазивним, тривалим і може повторно травмувати жертв. ФБР підтримує базу даних ДНК, і можна порівняти випадки. На жаль, відставання в аналізі наборів для зґвалтувань може дозволити злочинцю продовжувати свій злочин до того, як його ідентифікують з іншими нападами.
Хоча жодна жертва серійного ґвалтівника не може бути звинувачена у злочині, за словами правоохоронних організацій, можливо знизити ризик бути зґвалтованим серійним ґвалтівником.